# Paradoks szklanki wody
Paradoks szklanki wody – pozorna sprzeczność dwóch zdań orzekających, z których każde z osobna wydaje się prawdziwe, a dotyczących szklanki wody napełnionej do połowy swojej objętości.
O tak napełnionej szklance możemy z całą pewnością stwierdzić, że:
(1) Szklanka jest w połowie pełna.
(2) Szklanka jest w połowie pusta.
Jednocześnie analizując zakres znaczeniowy słów, którymi dwa powyższe zdania się różnią, możemy stwierdzić, że:
(3) Pusty jest przeciwieństwem pełnego.
Zarówno zdanie (1) jak i (2) wydają się w oczywisty sposób prawdziwe. Zdanie (3) również nie budzi wątpliwości. Jednocześnie wnioskiem, jaki możemy wysnuć z tych trzech zdań jest stwierdzenie, że zdania (1) i (2) są ze sobą sprzeczne, przypisują bowiem temu samemu przedmiotowi przeciwstawne atrybuty, różnią je bowiem wyłącznie słowa o przeciwstawnych znaczeniach.
W jaki zatem sposób mogą istnieć dwa zdania prawdziwe, będące jednocześnie ze sobą sprzeczne?

## Rozwiązanie
Paradoks ten ma charakter językowy i jego rozwiązanie zależy od zrozumienia podstawowego sensu jaki kryje się za zdaniami (1) oraz (2). Pozornie orzekają one o tym samym przedmiocie – o szklance, która jest podmiotem obydwu zdań. W rzeczywistości jednak stwierdzenie, że szklanka jest w połowie pusta orzeka nie tyle o szklance, lecz o połowie tej szklanki. Zdanie to jest równoznaczne ze zdaniem: Połowa szklanki jest pusta. Jeżeli przeciwstawimy temu stwierdzeniu zdanie Połowa szklanki jest pełna, wówczas łatwo zrozumieć, że oba zdania odnoszą się do różnych połówek szklanki: pierwsze – do połówki górnej, która jest pusta, drugie – do połówki dolnej, która jest pełna.
Zatem kluczem do rozwiązania pozornej sprzeczności obu zdań jest zauważenie, że faktyczny przedmiot o którym każde ze zdań orzeka jest w istocie dwoma różnymi przedmiotami, zatem bez trudu możemy zaakceptować sytuację w której jeden z przedmiotów posiada atrybut przeciwstawny atrybutowi drugiego przedmiotu.
W tym przypadku pewna szczególna konstrukcja językowa zakamuflowała faktyczny przedmiot o którym powyższe dwa zdania orzekają, stwarzając pozór, że określają one atrybut szklanki, a nie jednej z jej połówek.
Podejście procesualne:
Stan, w którym szklanka jest pełna/pusta do połowy, może powstać tylko na dwa sposoby, przez proces nalewania do niej wody lub wylewania. Albo do pustej szklanki nalewamy do połowy wody, albo z pełnej szklanki połowę wody odlewamy, co daje nam stan pełności/pustości szklanki do połowy. Tak więc liczy się zmiana, akcja, poruszenie.
Ten, kto do pustego nalał wody, „zyskał” szklankę wody do połowy pełną. Było „nic” a teraz jest tam „coś”. Ten, kto miał pełną szklankę, a połowę wody odlał, ten wodę „stracił” i ma obecnie szklankę do połowy pustą.